# Rajendra I.

Herrschafts- und Einflussgebiet des Chola-Reichs unter Rajendra I.

Rajendra Chola I. (tamilisch இராஜேந்திர சோழன் Irājēntira Cōḻaṉ; † 1044) war König des tamilischen Reichs der Chola.
Er war der Sohn von Rajaraja I. sowie dessen Mitregent ab 1012. Im Jahre 1014 trat er die Thronfolge seines Vaters an. Während seiner Herrschaft expandierte er sein Reich bis zum Fluss Ganges im Norden und über den Golf von Bengalen. Rajendra erweiterte die Herrschaft über Birma, die Andamanen und Nikobaren, Lakshadweep, die Malediven, eroberte Srivijaya (Sumatra, Java und Malaya in Südostasien) und die Pegu-Inseln mit seiner Schiffsflotte. Er besiegte Mahipala, den Pala-König von Bengalen und Bihar. Um seines Sieges zu gedenken, errichtete er eine neue Hauptstadt namens Gangaikonda Cholapuram. Tamilische Chola-Armeen forderten Tribut von Thailand und vom Khmer-Königreich von Kambodscha. Rajendra war der erste indische Herrscher, der fähig war, seine Armee über Schiffe zu transportieren. Er errichtete außerdem einen Tempel in Gangaikonda Cholapuram für den hinduistischen Gott Shiva, ähnlich dem Brihadisvara-Tempel in Thanjavur, der von Rajaraja Chola errichtet wurde.

## Mitregent
Rajaraja Chola hatte 1012 n. Chr. Kronprinz Rajendra zum Mitregent gemacht. Sowohl Vater und Sohn regierten als Gleichberechtigte in den letzten Jahren vor Rajarajas ableben. Rajendra war stets die Speerspitze von einigen Kampagnen von Rajaraja, wie die gegen Vengi und Kalinga gegen Ende seiner Regierungszeit.

## Eroberungen auf Übersee
Im 14. Jahr seiner Herrschaft (1025) griff die Chola-Armee das Srivijaya-Königreich unter seinem König Sangrama Vijayatungavarman an. Kedaram, die Hauptstadt des maritimen Königreiches von Srivijaya wurde von Rajendras Armee eingenommen und den König gefangen genommen. Ebenso wie Kadaram wurden Pannai in heutigem Sumatra und Malaiyur in der malaiischen Halbinsel eingenommen.
Sangarama Vijayatungavarman war der Sohn von Mara Vijayatungavarman der Sailendra-Dynastie. Srivijaya Königreich war nahe Palembang in Sumatra.